# Нуньес, Кристиан
Кристиа́н Ну́ньес (исп. Christian Washington Núñez Medina; род. 24 сентября 1982, Монтевидео) — уругвайский футболист, полузащитник.

## Биография
Кристиан Нуньес родился в Монтевидео и по наставлению родителей с детства занимался регби, в детско-юношеских командах одного из сильнейших клубов Уругвая «Олд Кристианс». Но в подростковом возрасте, после конфликта с тренером, принял решение перейти в футбол, и в 17 лет дебютировал в основе «Уракана Бусео».
В 2005 году перешёл в «Феникс», с которым в 2007 году стал чемпионом Второго дивизиона Уругвая. После сезона 2008/09, проведённого в «Серро», с которым Нуньес победил в Лигилье, в 2009 году полузащитник присоединился к «Насьоналю». За четыре года с «трёхцветными» Нуньес дважды становился чемпионом Уругвая, а также три раза становился победителем летних предсезонных турниров — Кубка Бимбо (2010, 2011) и Кубка Samsung Galaxy Note (2013).
В августе 2013 года Кристиан Нуньес на правах свободного агента перешёл в аргентинский «Индепендьенте», которому впервые в истории предстояло выступить во Втором дивизионе. Нуньес за полгода в стане «королей кубков» сыграл лишь в четырёх матчах Примеры B Насьональ, после чего покинул Аргентину. Впоследствии «Индепендьенте» всё же добился возвращения в элиту аргентинского футбола.
Уругваец перешёл в эквадорский «Индепендьенте дель Валье», где сразу же стал твёрдым игроком основного состава. В 2014 и 2015 годах занимал со своей командой третье место в чемпионате Эквадора. В 2016 году Нуньес помог «Индепендьенте дель Валье» сенсационно дойти до финала Кубка Либертадорес. Нуньес, будучи одним из проводников идей главного тренера уругвайца Пабло Репетто, стал одним из шести игроков, которые провели все 14 матчей в этой международной кампании. В финале эквадорский клуб сыграет с колумбийским «Атлетико Насьоналем».

## Титулы и достижения
- Чемпион Уругвая (2): 2010/11, 2011/12
- Победитель Лигильи Уругвая: 2009
- Третий призёр чемпионата Эквадора (2): 2014, 2015